# Шуришкарський район
Шуришка́рський район (рос. Шурышкарский район) — адміністративна одиниця Ямало-Ненецького автономного округу Російської Федерації.
Адміністративний центр — село Мужі.

## Історія
Шуришкарський район утворений 10 грудня 1930 року постановою ВЦВК.
До 1937 року входив до складу Остяко-Вогульського національного округу.
Передано 14 серпня 1944 року до складі Ямало-Ненецького округу з Омської області в Тюменську область.

## Населення
Населення району становить 9423 особи (2018; 9814 у 2010, 9559 у 2002).

### Національний склад
За даними Всеросійського перепису населення 2010 року
| Національність | Чисельність (чол.) | Процентне співвідношення |
| Ханти          | 4 381              | 45%                      |
| Росіяни        | 2 806              | 28%                      |
| Комі           | 1 755              | 18%                      |
| Інші           | 813                | 8%                       |
| Не вказали     | 59                 | 1%                       |
| Всього         | 9 814              | 100%                     |

## Адміністративно-територіальний поділ
На території району 7 сільських поселень:
| Поселення                       | Площа, км² | Населення, осіб (2002) | Населення, осіб (2010) | Населення, осіб (2017) | Центр     | Населені пункти |
| ------------------------------- | ---------- | ---------------------- | ---------------------- | ---------------------- | --------- | --------------- |
| Азовське сільське поселення     | -          | 474                    | 411                    | 362                    | Азови     | 5               |
| Горківське сільське поселення   | -          | 1857                   | 1973                   | 1795                   | Горки     | 2               |
| Лопхаринське сільське поселення | -          | 581                    | 574                    | 524                    | Лопхарі   | 3               |
| Мужівське сільське поселення    | -          | 3876                   | 4165                   | 4241                   | Мужі      | 7               |
| Овгортське сільське поселення   | -          | 1350                   | 1327                   | 1319                   | Овгорт    | 6               |
| Пітлярське сільське поселення   | -          | 538                    | 501                    | 475                    | Пітляр    | 1               |
| Шуришкарське сільське поселення | -          | 883                    | 863                    | 808                    | Шуришкари | 3               |

## Найбільші населені пункти
| № | Населений пункт | Населення, осіб (2002) | Населення, осіб (2010) |
| - | --------------- | ---------------------- | ---------------------- |
| 1 | Мужі            | 3 200                  | 3 609                  |
| 2 | Горки           | 1 808                  | 1 953                  |

## Економіка
Економічні показники в районі невисокі. Все зав'язано на дотаціях.

## Транспорт
Основні види транспорту в районі — водний (по Обі) з травня по жовтень і авіаційний увесь інший період. Автодоріг цілорічної дії немає.